# Landkreis Busko

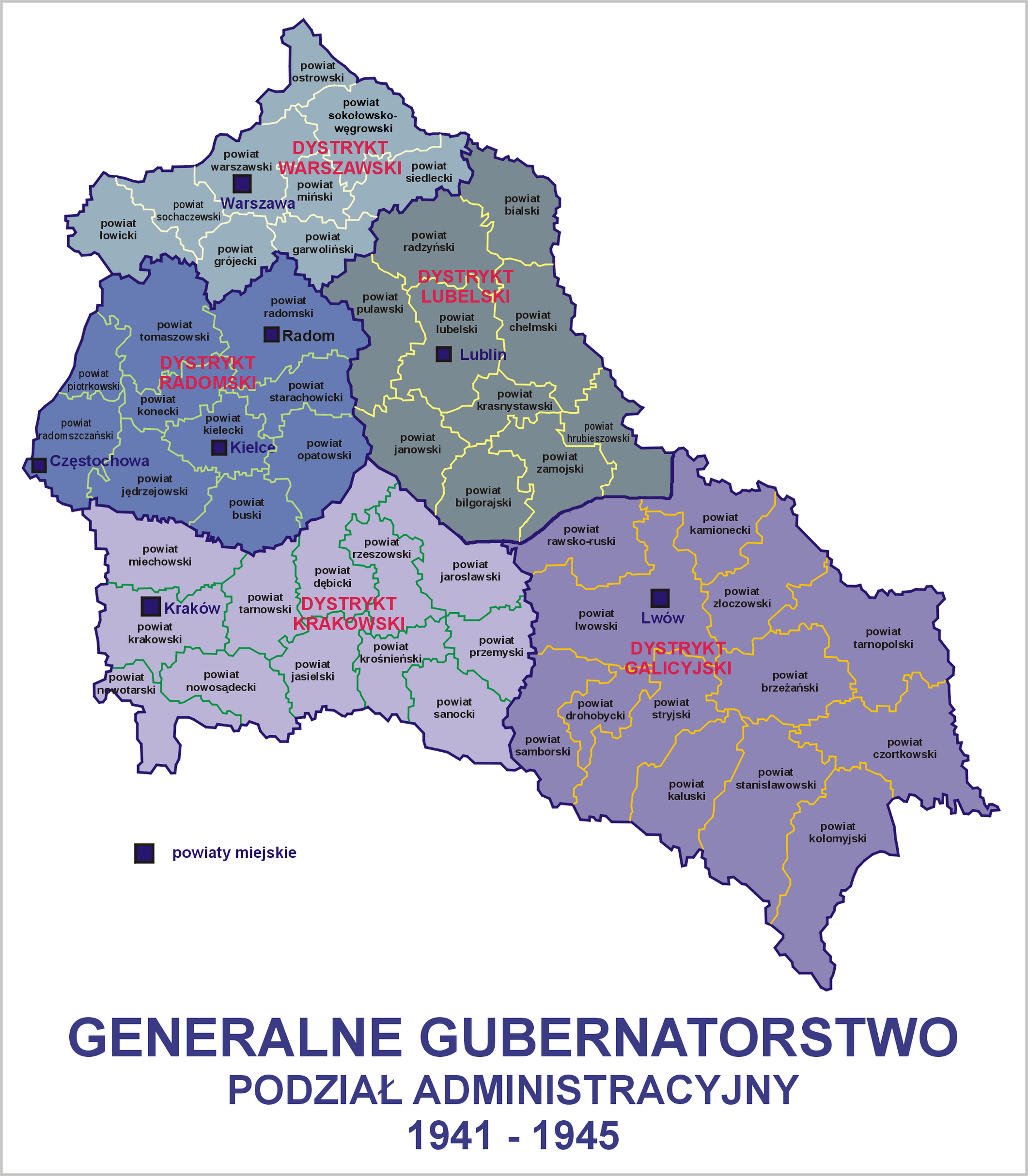

Kreishauptmannschaft Busko – jednostka podziału administracyjnego Generalnego Gubernatorstwa, wchodząca w skład dystryktu radomskiego. Jego stolicą było Busko-Zdrój.

## Historia
Kreishauptmannschaft Busko powstał na terenie przedwojennego powiatu stopnickiego, którego powierzchnia liczyła 1589 km², tereny te były zamieszkane przez 153 091 mieszkańców . Zarządzeniem Kreishauptmanna dr. Wilhema Schäfera z 10 lutego 1940 roku dołączono do niego część terenów dawnego powiatu pińczowskiego. Tym samym powiększył się on o 8 gmin (miasto Pińczów oraz gminy: Pińczów, Zagość, Chroberz, Kliszów, Złota, Chotel i Góry). W skład Kreishauptmannschaft Busko wchodziły 33 gminy wiejskie (Busko-Zdrój, Chmielnik, Chotel, Chroberz, Drugnia, Gnojno, Góry, Grabki, Grotniki, Kliszów, Kurozwęki, Łubnice, Maleszowa, Nowy Korczyn, Oględów, Oleśnica, Pacanów, Pawłów, Pęczelice, Pińczów, Potok, Radzanów, Stopnica, Szaniec, Szczytniki, Szydłów, Tuczępy, Wójcza, Wolica, Zagość, Zborów i Złota) oraz 3 miejskie (Miasto Busko-Zdrój, Miasto Chmielnik, Miasto Pińczów), jego całkowita powierzchnia wynosiła 2096 km².
W 1943 roku tereny Kreishauptmannschaft Busko zamieszkiwało 181 725 osób.
Na roboty przymusowe do III Rzeszy wywieziono ok. 16–20 tys. mieszkańców Kreishauptmannschaft Busko.
Kreishauptmannschaft Busko istniał do stycznia 1945 roku, do zajęcia jego terenów przez Armię Czerwoną w czasie ofensywy styczniowej.